# Tomba della Scimmia
La Tomba della Scimmia si trova nella Necropoli di Poggio Renzo, a quattro chilometri dalla città di Chiusi, ed è attribuibile al 480-470 a.C. Fu scoperta da Alessandro François nel marzo del 1846 e prende il nome dalla raffigurazione di una scimmia dipinta nel fregio che orna la camera centrale della tomba.
La tomba è visitabile su prenotazione rivolgendosi al personale del Museo archeologico nazionale di Chiusi.

## Descrizione
L'ipogeo ha pianta a croce con tre camere aperte su un atrio centrale, oltre a un dromos d'ingresso a gradini. Vi si accede per una scala che non è l'originale, il dromos infatti è interrato sotto la sede stradale. Le porte sono con battenti sagomati.
Tutte le camere, compresa quella centrale (atrio), presentano letti funebri ricavati nella roccia, scolpiti a basso rilievo in forma di klinai (letti per il banchetto).
I soffitti sono a cassettoni, imitanti modelli lignei e in parte dipinti. Al centro del soffitto dell'atrio si trova una testina femminile, mentre nella stanza di fondo si trova un motivo vegetale con quattro sirene agli angoli.

## Pitture
Le pitture della tomba, a parte le figure di due uomini (servi?) ed un serpente barbuto sulle pareti della camera di fondo, sono concentrate in una fascia di limitata ampiezza nell'atrio centrale, al di sopra di uno zoccolo verde. La fascia decorata è incorniciata in basso da un semplice meandro, e in alto da un kyma a foglioline; vi sono rappresentati giochi funebri.
A partire dalla porta di ingresso si incontra l'inizio dei giochi, con dei giovani che reggono rami di palma, ai quali seguono due suonatori e una corsa di bighe, che si svolge tra mete a forma di pigna. Nella scena è presente un soggetto, forse un agonoteta (arbitro); seguono poi due uomini con rami di palma, con un giubbetto che potrebbe essere quello di aurighi. Seguono altri agoni, due desultores (giovani che saltano giù da cavallo), cioè due atleti che lottano alla presenza di un agonoteta. Dietro di quest'ultimo, nascosta in un ceppo di arbusti, c'è la scimmia che ha dato il nome alla tomba. La parte successiva mostra un atleta nell'atto di lanciare l'asta acconciato in maniera insolita, assistito da uno schiavo che reca un globo in mano (una palla? un peso?) e da due pugili. La parte seguente riporta giochi di destrezza e danze: si vede un pirrichista con due auleti (suonatori di doppio flauto), due cavalli, un desultor, un giovane coronato che indossa la clamide, e infine, tornando verso la porta d'ingresso, è dipinta una scena forse di commiato, con un personaggio appoggiato a un bastone e due giovinetti ignudi che sembrano fare cenni di saluto. Alle loro spalle si trova una donna sotto un parasole, che assiste a una danza-gioco, raffigurata più chiaramente nella tomba dei Giocolieri a Tarquinia: si tratta del lancio, al suono del flauto, di piattelli entro un candelabro, che è posto sulla testa della danzatrice al centro.
La scena è quindi una serie di giochi atletici (lancio dell'asta, lotta, pugilato), spettacoli di abilità e musicali (con suonatori di lira, tromba con lungo corno e doppio flauto), danze ed una corsa di bighe. La donna col capo velato sotto il parasole è una nobildonna, una spettatrice o più probabilmente la defunta, la proprietaria della tomba in onore della quale si svolgono i giochi funebri.

## Stile e datazione
La tomba è stata messa in relazione con altre tombe simili di Tarquinia, dove si trovano giochi e danze funebri, ma in questo caso è assente qualsiasi scena di banchetto. Le scene sono articolate con complessità, ma la qualità della pittura è piuttosto povera, con schematismi e scarsa cura dei dettagli. Il modello riflette tipi tardo-arcaici, che si trovano di qualità maggiore a Tarquinia (come nella tomba delle Bighe), con assonanze anche con cippi chiusini più tardi. La policromia è molto ridotta, come nelle tombe di Tarquinia più tarde. Tenendo conto di questi tratti stilistici è stata proposta una datazione ai primi decenni del V secolo a.C., anche per la presenza di alcuni scorsi che postulano la conoscenza delle esperienze della fine del VI secolo a.C.

Tra le tombe chiusine assimilabili per datazione c'è quella del Colle.

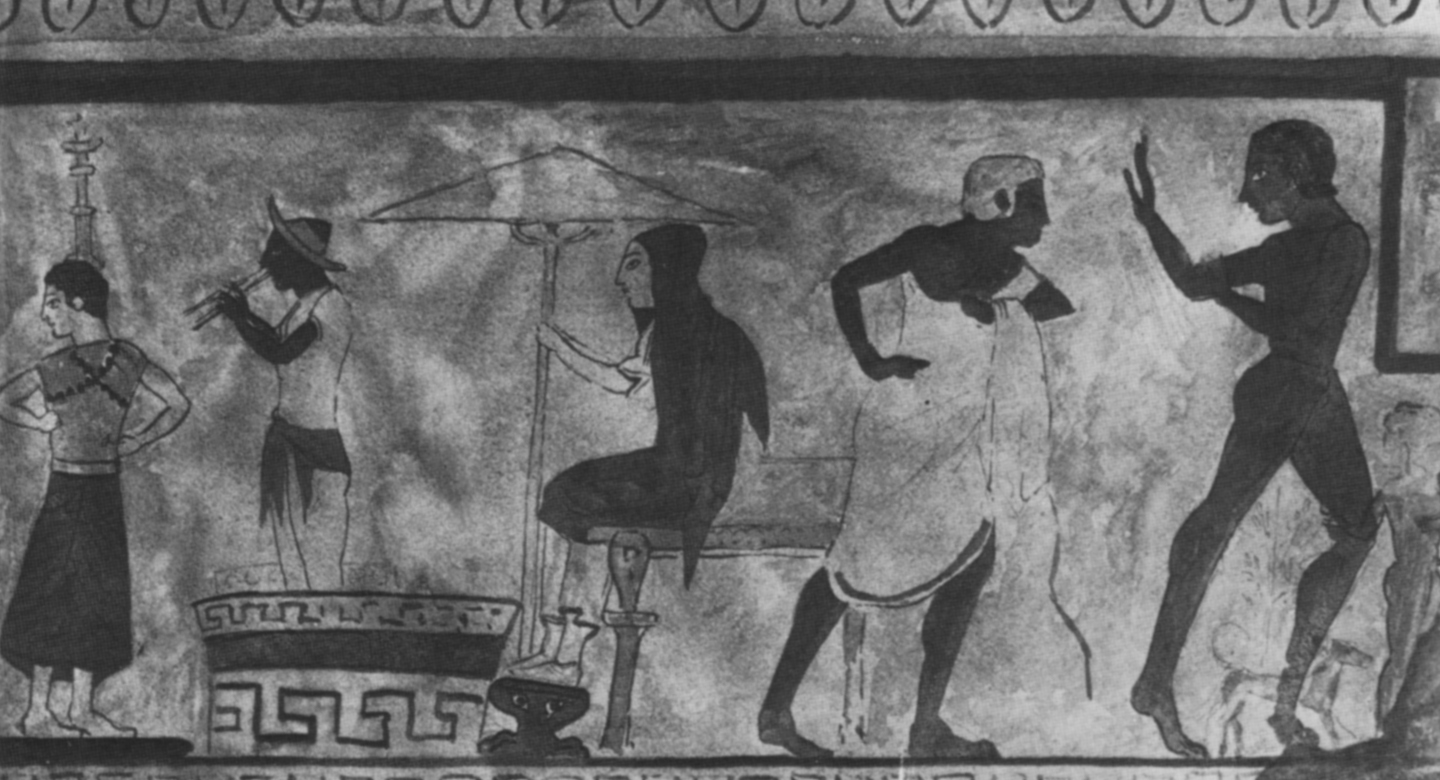
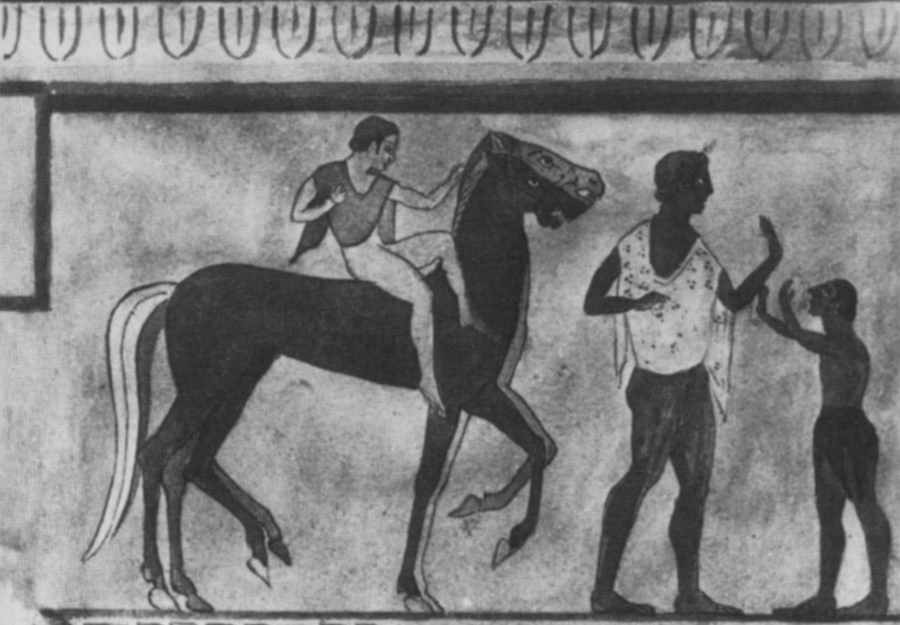
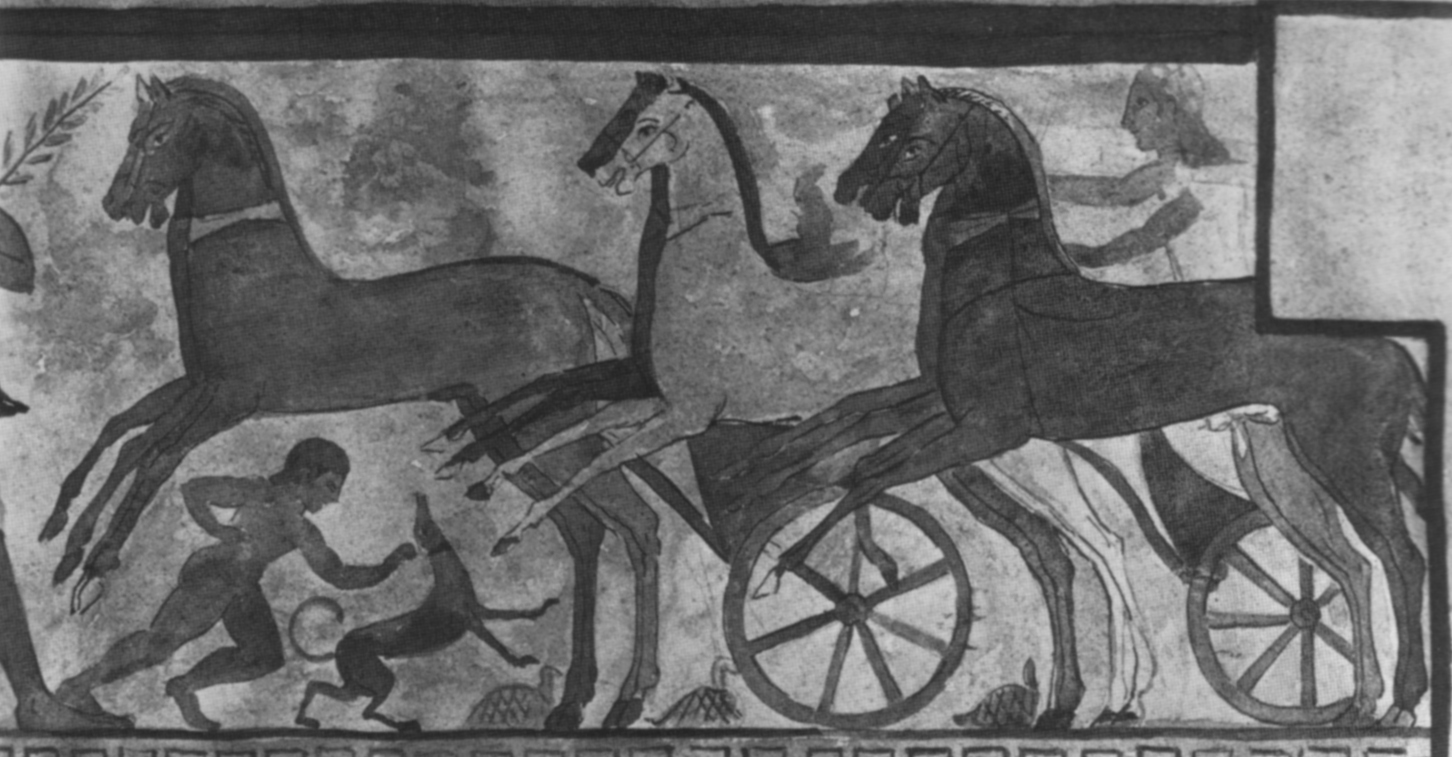
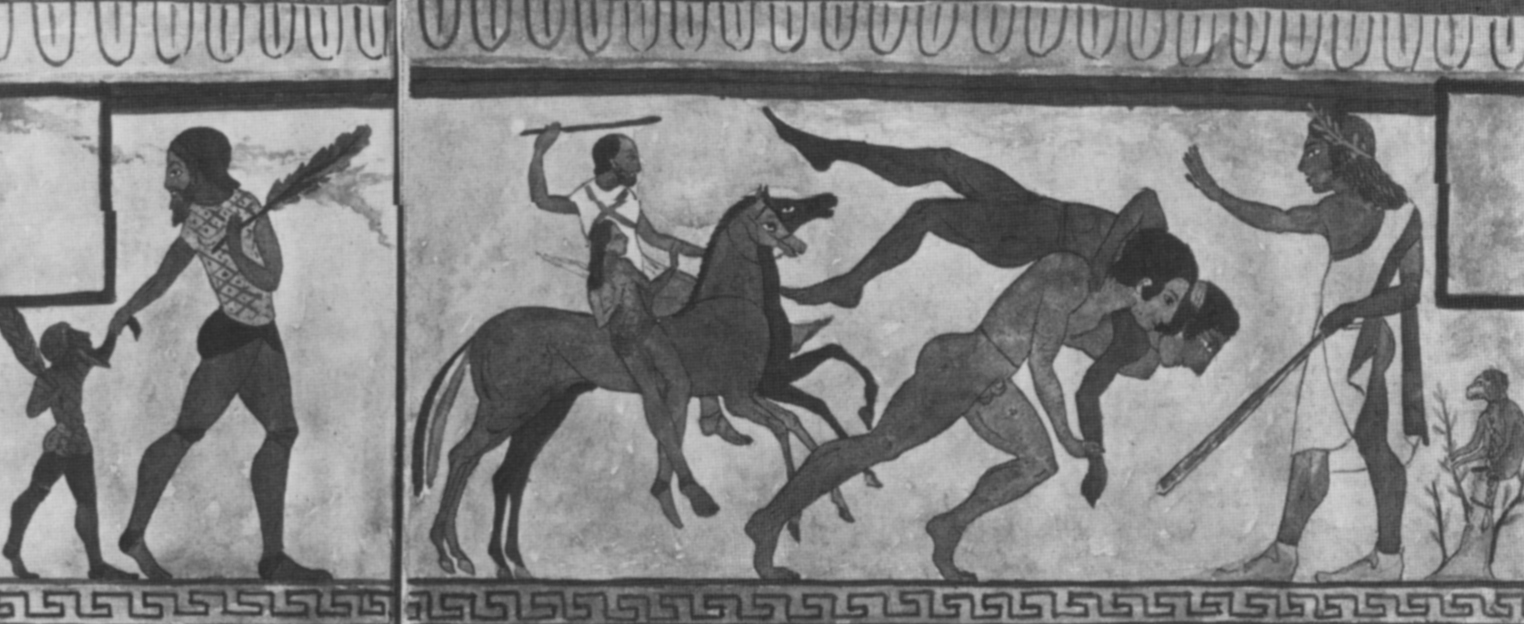